# Tvarožná (Kežmarok)
Tvarožná es un municipio del distrito de Kežmarok en la región de Prešov, Eslovaquia, con una población estimada a final del año 2024 de 825 habitantes.
Se encuentra ubicado al noroeste de la región, cerca del río Poprad (cuenca hidrográfica del río Vístula) y de la frontera con Polonia.

## Demografía
| Año        | 1994 | 2004     | 2014     | 2024     |
| ---------- | ---- | -------- | -------- | -------- |
| Población  | 555  | 630      | 714      | 825      |
| Diferencia |      | +13,51 % | +13,33 % | +15,54 % |

| Año        | 2023 | 2024    |
| ---------- | ---- | ------- |
| Población  | 798  | 825     |
| Diferencia |      | +3,38 % |